# 郡山宿
郡山宿（こおりやましゅく）は、江戸期の奥州街道（別称仙台松前道）の宿場の一つ。現在の福島県郡山市に位置する。
奥州街道は阿武隈川沿いであったが、慶長年間（1596年 - 1615年）西寄りに改修整備され当地に宿場がおかれた。
二本松街道、磐城街道、勢至堂街道などに通じる分岐点に位置しており、この街道の南へ向かう道を郡山付近では「江戸道」と呼び、北へ向かう道を「仙台道」と呼んだ。街道の呼称には行き先の地名を用いることが多く、江戸の日本橋から郡山までの距離はおよそ56里（219キロメートル）、郡山から仙台までは35里（140キロメートル）ほどあった。
宿駅として公式に認められたのは文政年間とされる。江戸時代以前より、伊達政宗の保護を受けた商人の往来により主要な門前町としての性格を持ち、やがて江戸幕府によって奥州街道が整備されるに伴い、宿場町として発展した。 1689年（元禄2年）旧暦4月29日、俳人の松尾芭蕉が須賀川を発って乙字ヶ滝から守山を経由して金屋の渡しを渡り、郡山で1泊した。随行した曾良の日記には、「日ノ入リ前、郡山二到リテ宿ス。宿ムサカリシ」と記されている。

## 歴史

### 伊達氏の過所黒印状からわかる郡山商人の存在
1588年（天正16年）に伊達政宗は、郡山の商人である山本伊勢に過所黒印状を発給している。過所刻印状は、伊達領内の通行手形である。
山本伊勢は、伊勢商人であり、上方に物資を扱う大きな力を持った商人が郡山にも存在したことを示し、郡山が商業経済集落であったと考えられる。なお、当時の街道は阿武隈川沿いにあった。

### 郡山村の開村
郡山宿は、1604年（慶長9年）に徳川幕府の命により奥州街道が開設され、開村したというのが定説である。奥州街道の道中は、正式には江戸日本橋から白河までを指し、幕府は五街道の1つとして道中奉行に支配させた。このうち白河以北の三厩（みうやま 青森県）までを仙台松前道と称し、脇街道として勘定奉行が支配したが、一般的にはこれも奥州道中または奥州街道と呼ばれた。この街道の道筋や宿駅の整備は、豊臣秀吉の奥羽仕置（1590年 - 1591年（天正18年 - 19年））の時に始まり、1604年（慶長9年）には徳川家康の整備令が出され、主要な脇街道である奥州街道もそれに準じて整備された。江戸日本橋を基準として36町を1里（約4キロメートル）と定め、1里ごとに塚を築かせ、道路の幅は5間（9.1メートル）とし、街道の両脇には松並木を植えさせた。
二本松藩領内の宿駅は、笹川・日出山・小原田・郡山・福原・日和田・高倉から五百川を渡り、本宮・杉田・二本松・油井・二本柳を過ぎ、信夫郡八丁目宿へとつながるが、福原・高倉・油井は、1615年（元和元年）以降の設置である。
松並木は、主要地方である須賀川・二本松線の郡山市日和田と富久山地内に今もなお面影を残しているが、郡山市内では小原田の北入口・久保田・日和田にあった一里塚は、近代になって壊され、現在は久保田に碑が建っている。

#### 宿場の整備
近世宿場の主要な役割は、幕府や藩および商人の荷物輸送と旅人を休宿泊させることであった。そのため、宿駅には人馬と休宿泊施設を確保しておかなければならなかった。
| 郡山市に存在した宿場町 | 郡山市に存在した宿場町 |
| 宿場名                 | 概要 |
| ---------------------- | --- |
| 笹川                   | 中世の応永年間には篠川とも書き、篠川御所が置かれていた。1604年（慶長9年）、奥州道中が中世の篠川御所跡を南北に縦貫する道に回収整備された際に、集落も沿道に移され、1613年（慶長18年）に宿場と定められた。 |
| 日出山                 | 慶長の新道建設により家を四日町から日出山に移し、日出山宿の宿場集落形成を計った。守山村・谷田川村を経て磐城平城下へ至る道が分岐する要衝の地である。                                                      |
| 小原田                 | 奥州街道建設を命じられた1604年（慶長9年）から1613年（慶長18年）に成立したと考えられている。1613年（慶長18年）宿駅としての町割が施行され、屋敷割図が作成された。                                         |
| 郡山                   | 中世には交通・経済の要衝となっていた。街道は阿武隈川沿いにあったが、慶長年間（1596年 - 1615年）西寄りに改修・整備され宿駅が置かれた。                                                                   |
| 福原                   | 福原宿は、慶長年間の奥州街道建設により東の阿武隈川寄りにあった集落を今の地に移した。 |
| 日和田                 | 天正年間までは西方の宮下にあり、その後根岸に移動し、駅の開設は慶長年間と推定される。 |
| 高倉                   | 戦国期高倉城東の館東集落は阿武隈川の河川交通で賑わったと伝えられ、江戸初期に町場が形成された。 |

### 町への昇格
この地方では、年貢は半石半永制が採られていたため、農民が現金収入を得るための定期市場が必要だった。市場が開かれる村は、各地の物や人の集散地となり、人口が増加するとともに、交通量が増え、旅籠屋などが整備され、おのずと在郷町として発展した。元禄年間には、需要に応じて常設の店が出るようになり、活動の場を求めて他地域から移住してくる者も増えていった。早期から郡山を拠点に活動した有力商人では、寛永年間にはすでに活動していた安藤忠助家、寛文の頃に越前から移住した武田重蔵家、1675年（延宝3年）に尾張から移住した鴫原家などが知られている。
郡山村の人口は、1777年（安永6年）には、2,514人であったが、40年後の1817年（文化14年）3,566人と1,000人以上増加している。こうした発展の実情がありながら、村名のままでは商売をはじめ諸事に支障があるとした宿役人らの陳情が認められ、1824年（文政7年）に郡山村は、藩から町への昇格を許された。これにより公文書や商取引文書に郡山町と書くことができるようになり、町になるとともに人口増加が加速した。
町昇格から3年後の1827年（文政10年）の人口は、4,014人となり、1867年（慶應3年）の人口は、5,205人となっている。

## 役札（鑑札）
郡山宿で商売や製造を行う者は、藩へ届を出して役金を負担し、「御役札」を交付してもらう必要があった。役札は年2回（1月と7月）更新された。役金は、1752年（宝暦2年）改正によると以下のように規定されていた。
- 真綿役（1ヶ年） 金2分
- 升屋役（1ヶ年） 1貫200文
- 紙札役（1ヶ年） 大店 1両、小店 2分
- 背負（行商） 2朱
- 糸釜役（1ヶ年） 1釜あたり70文
- 魚問屋役 荷数を検段改めし上賦課税
- 定棒手札役（1ヶ年） 1貫400文
- 月上棒手札役（1ヶ月） 200文
- 石切役（1ヶ月） 上120文、中80文、下50文

## 事件と災害
各地の商人や近郷の農民がたえず往来する物資の集散所として発展するにつれ、様々な治安上の問題が発生した。また、宿場町として発展し、整備がすすむにつれ、郡山宿は参勤交代の大名の宿所ともなっていったことで、藩は村役人に対して喧嘩の防止や火災予防などについて厳しい規制を行った。
1830年（天保元年）以降1868年（明治元年）に郡山宿で発生した事件は、代官所に報告された件数だけで盗難17件、傷害13件、喧嘩5件（傷害のないもの）、死亡18件あり、被害者・加害者ともに領外の者が大勢を占めた。件数として盗難が多いのは宿場町の特徴であり、空き巣・宿泊中の枕探し・盗品の質入れがみられる。宿泊中の商人が回収した貸付金を盗難に遭うなど、一般に領外の商人が標的となった。傷害事件の多くは追剥や若者の喧嘩によるもので、死亡事例3件を含む。追剥は安積山や如宝寺前の大槻道や横塚道での例が知られている。死亡事件18件には、飯盛女との心中事件や旅行者の行倒れも含まれる。また、代官所に報告された件数には含まれていないなかに、1866年（慶応2年）に多田野原村御霊櫃峠頂上の阿弥陀堂を拝観に来た会津藩士3名が、帰路の峠道で行き合った商人を殺害して路銀を強奪して逃げた追剥事件などがある。
火災は31件あり、このうち付け火は1件、不審火が8件である。出火原因として明らかなところでは灰の取り扱いの不始末によるものが最多で8件、残火や燈明から出火したものが各3件、煙草の不始末によるものが4件、針火から出火したものが4件あった。記録に残る大火には1807年（文化4年）3月21日の昼九ツ時（正午）に上町の茶屋町柏木長左衛門の稲屋から出火し、強風に煽られて上町下町のあわせて1996軒を焼いた「駒出茶屋火事」がある。この火災では、郡山宿にあった郡山組各村の郷蔵が焼失し、保管米713石余の9割にあたる661石米が失われた。また、1832年（天保3年）1月28日には、14歳の子どもの火遊びによって如法寺の本堂床下から出火し、842軒を焼いた大火が記録に残る。

## 娯楽

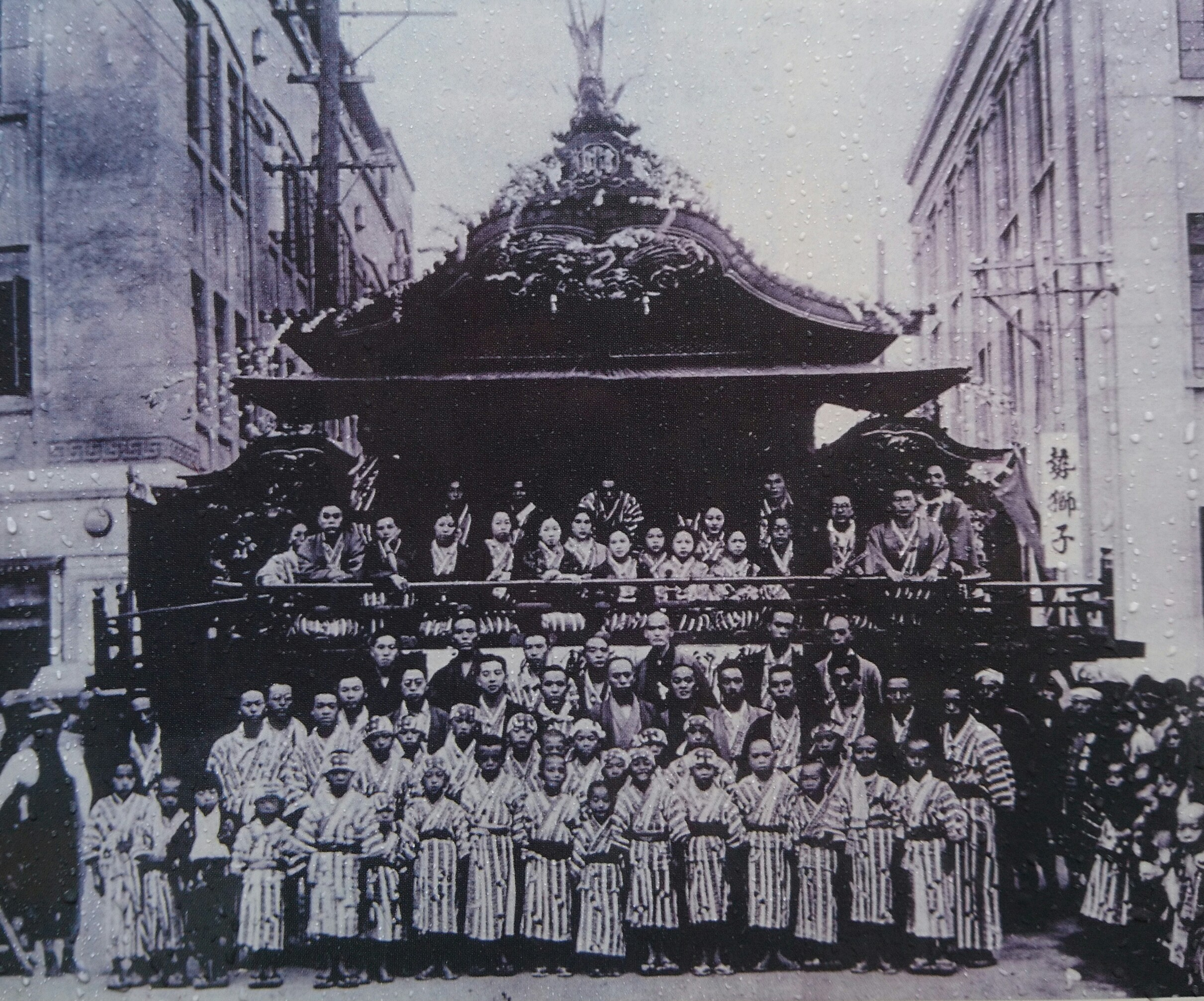
屋台歌舞伎

1824年（文政7年）、宿場町昇格を祝い、各町はまつりや山車の豪華さを競った。中町や大町では、地方回りの歌舞伎や芸者の手踊りを山車で披露する屋台歌舞伎が行われた。屋台歌舞伎は、道路事情等の理由で1963年（昭和38年）を最後に現在は行われていないが、山車飾り等の一部は現在も保管されている。
1832年（天保3年）9月16日、郡山宿で恒例となっていた盆踊りが行われた記録が残る。当時、盆踊りや祭りは民衆にとって唯一の骨休めである社交場ともなっており、そのために遠方まで出向くこともあり、近郷・近在の若者が郡山宿に集った。

## 名所・旧跡
安積国造神社
安積国造神社は、1683年（天和3年）に赤木町より遷宮したものである。和久産巣日神・天湯津彦命・比止禰命・誉田別命が祀られている。
如宝寺
如宝寺は真言宗の寺院である。国の重要文化財である石造笠塔婆と板石塔婆、銅鐘がある。
善導寺
善導寺は浄土宗の寺院。詳名は光明山護身院善導寺。
金透記念館
旧郡山尋常小学校創立時の建物を移転・復元した洋風建築物。
阿邪訶根神社（あさかねじんじゃ）
猿田彦神・平忠通が祀られている。福島県指定重要文化財の石造法華曼荼羅供養塔がある。
代官所跡
二本松藩の郡山代官所・大槻代官所・片平代官所が、マギー陣屋駐車場の近くにあった。
皿沼水神祠
皿沼とよばれる灌漑用水池のあったところに、水神の祠が残っている。
大町道標
かつて木戸門のあった大町に1825年（文政8年）の「従是三春」、1885年（明治18年）の「左会津街道」道標が立っている。

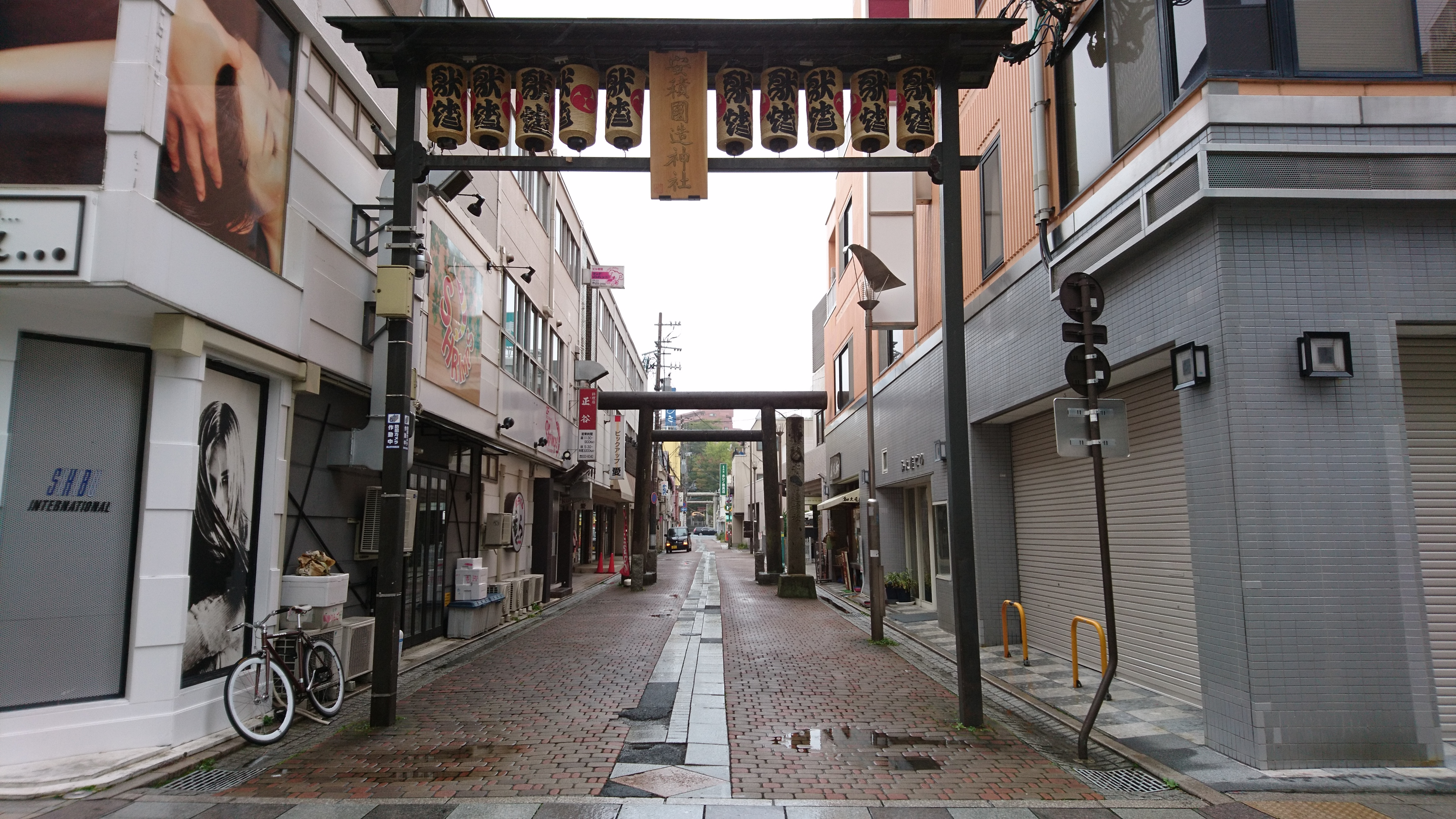
安積国造神社
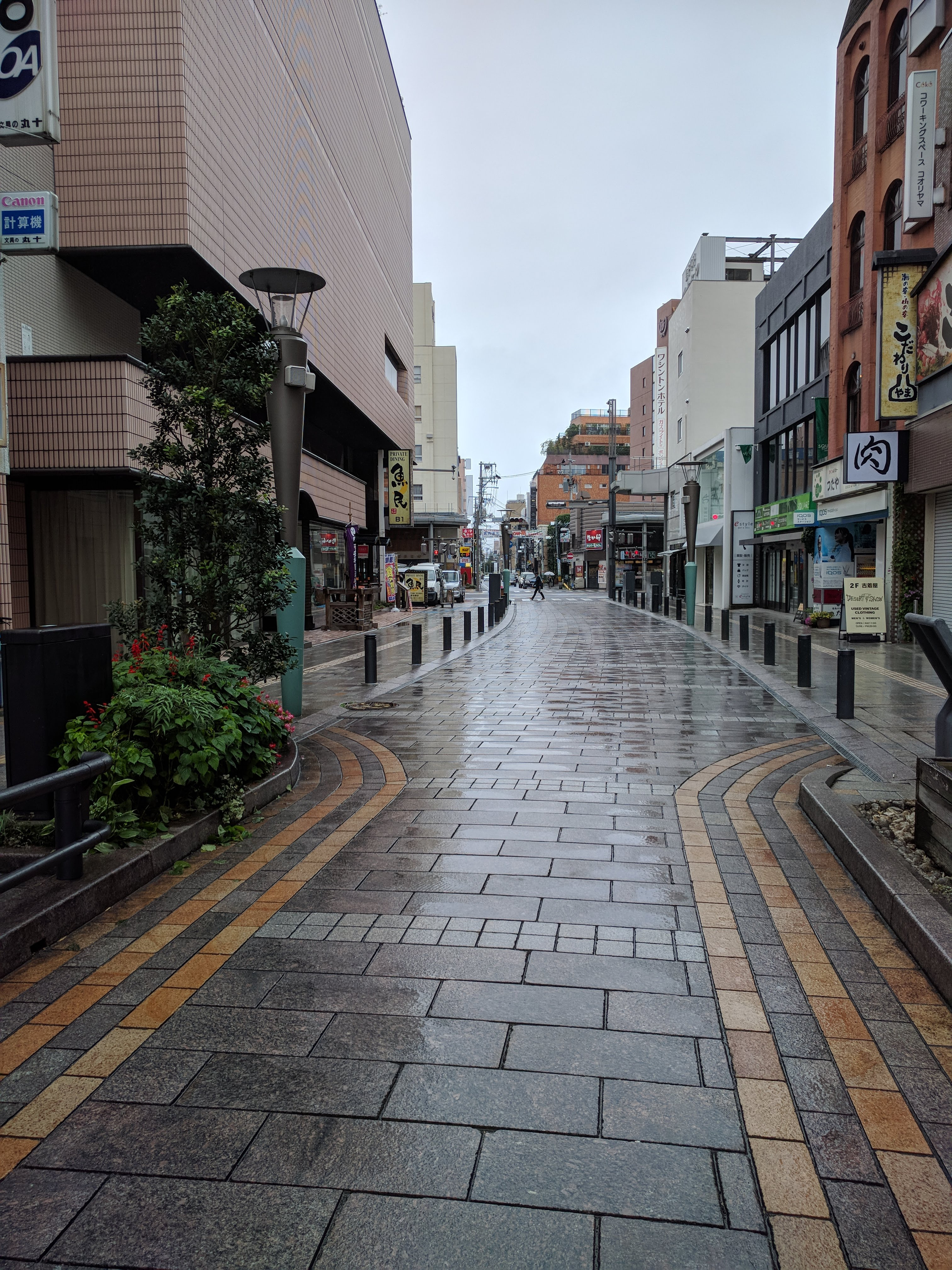
郡山宿 中町
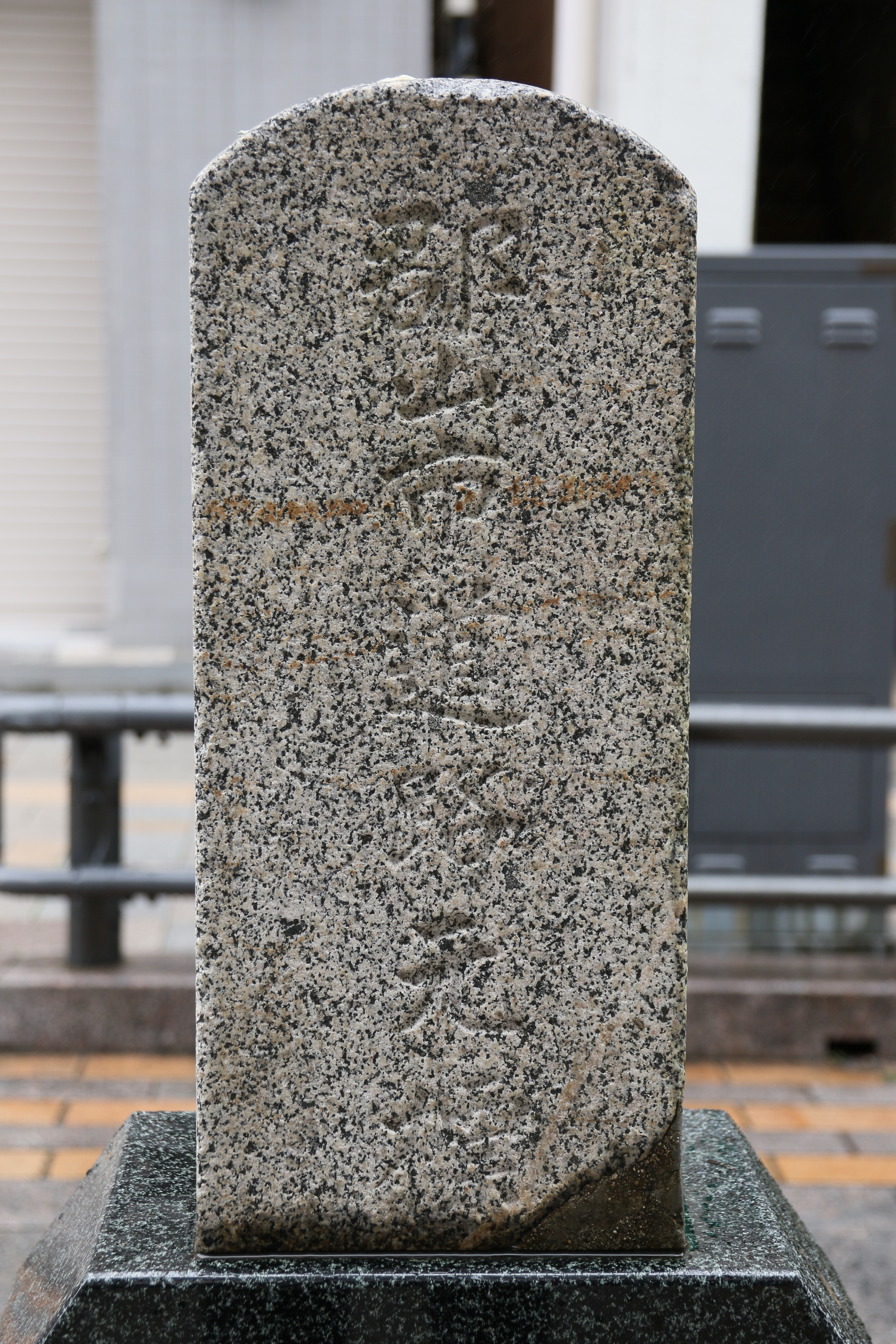
中町にある郡山市道路元標
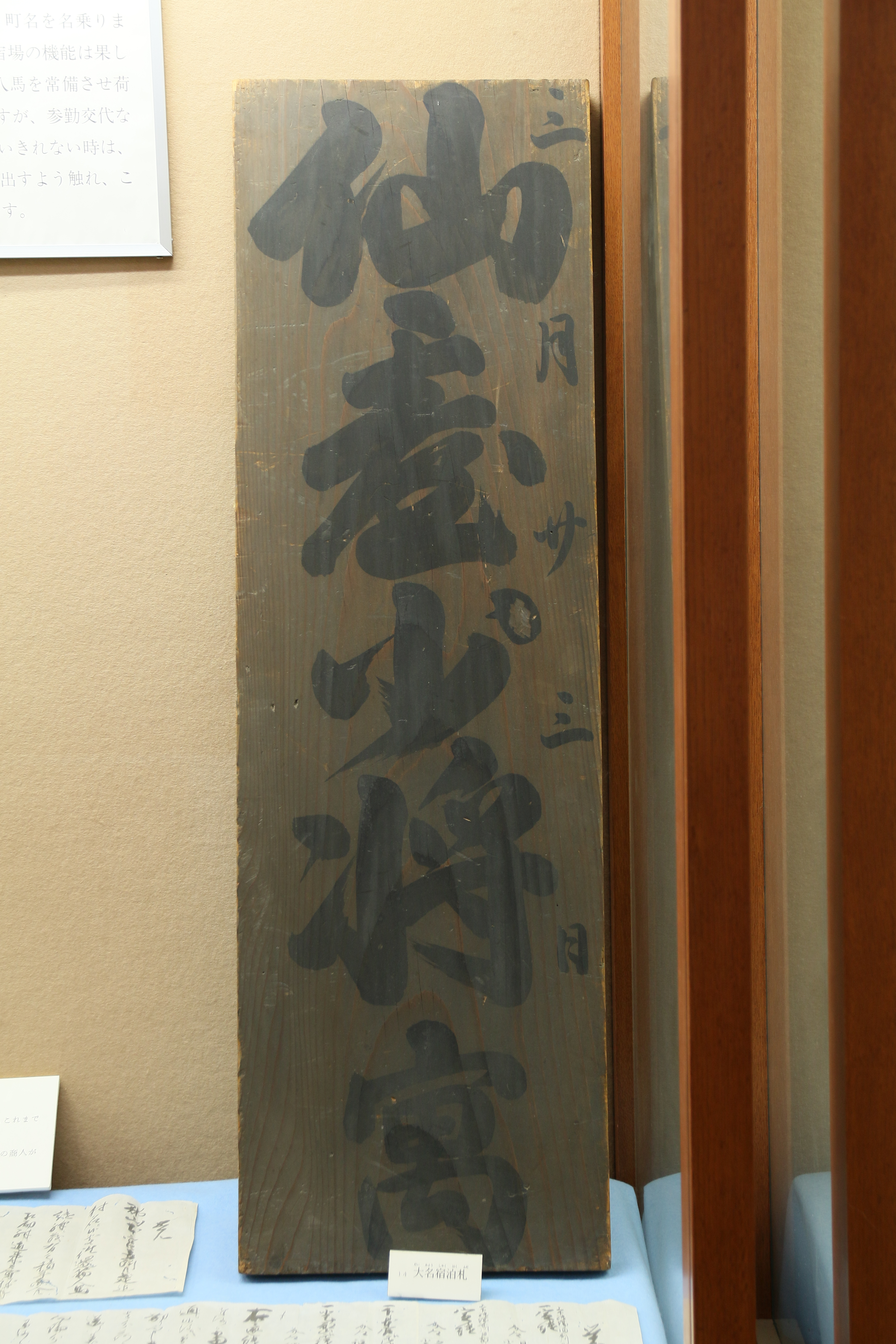
仙臺少将宿札（郡山市歴史資料館蔵）
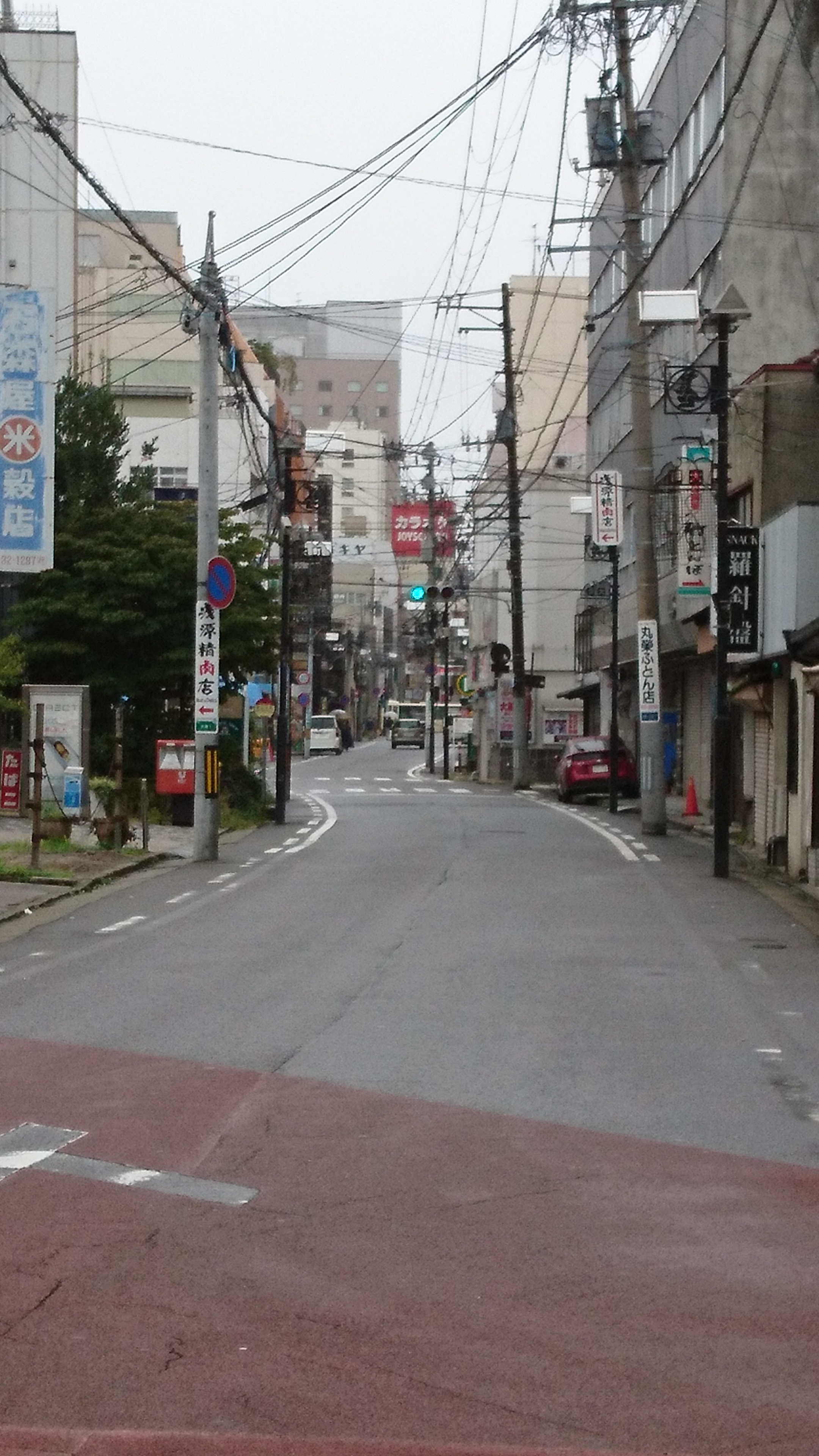
郡山宿 大町

## 隣の宿場
小原田宿 - 郡山宿 - 福原宿